# Strzelce (województwo opolskie)
Strzelce – wieś w Polsce położona w województwie opolskim, w powiecie namysłowskim, w gminie Domaszowice.
W latach 1945–54 siedziba gminy Strzelce. W latach 1975–1998 miejscowość położona była w województwie opolskim.
| SIMC    | Nazwa    | Rodzaj     |
| ------- | -------- | ---------- |
| 0493669 | Szerzyna | przysiółek |

## Zabytki
Do wojewódzkiego rejestru zabytków wpisane są:
- kościół par. pw. św. Marcina, z XIV-XVII w.
- zespół pałacowy
  - Pałac w Strzelcach
  - park.